# Sven Björkman
För andra betydelser, se Sven Björkman (olika betydelser).
Sven Henry "Esse" Björkman, född 30 juli 1916 i Uppsala, död 2 mars 1967 i Oscars församling, Stockholm, var en svensk författare, kåsör, manusförfattare, kompositör, vissångare, skådespelare och sångtextförfattare.

## Biografi
Björkman avlade studentexamen 1936 och läste därefter litteraturhistoria vid Uppsala universitet. Debutboken Möte med livet utkom 1936. Han författade revyer under sin Uppsalatid och senare hos Karl Gerhard. Han skrev dagsvers och hade uppdrag inom radio och filmen. Sina visor gav han ut i nothäften och även som bok med titeln Dans på Rusakula år 1956. Några av hans produktioner är utgivna under namnet Esse Björkman. Hans sista verk var Värdshuset den blaserade guldfisken som spelades på Boulevardteatern i Stockholm 1965.
Björkman är begravd på Almby kyrkogård i Örebro.

## Filmmanus
- 1945 – I Roslagens famn
- 1945 – Tre söner gick till flyget
- 1946 – Kärlek och störtlopp
- 1946 – Kvinnor i väntrum
- 1947 – Maria
- 1947 – Försummad av sin fru
- 1957 – Gårdarna runt sjön
- 1957 – Mamma tar semester

## Filmmusik
- 1946 – Peggy på vift
- 1957 – Trädgårdsgungan

### Musiktryck
- Vind för våg : sjömansvals ur filmen Örlogsmän / text och musik: Esse Björkman. Stockholm: Edition Sylvain, 1943.
- Dans på rosor : vals : ur serien "Pipor i vassen" / text och musik: Sven Björkman ; arr.: Gunnar Hahn. Stockholm : Nils-Georgs musikförlag, 1948.
- Sju sjösjuka sjömän : sjömansvals : ur serien "Pipor i vassen" / text och musik: Sven Björkman ; arr.: Gunnar Hahn Stockholm : Nils-Georgs musikförlag, 1948.
- Dans på Rusakula : visor i gränd och grönska / Esse Björkman ; arrangerade för piano av Gunnar Hahn ; med teckningar av Lasse Lindqvist. Stockholm, 1956.